# NGC 467
NGC 467 је лентикуларна галаксија у сазвежђу Рибе која се налази на NGC листи објеката дубоког неба.
Деклинација објекта је + 3° 18' 5" а ректасцензија 1h 19m 10,1s. Привидна величина (магнитуда) објекта NGC 467 износи 12,1 а фотографска магнитуда 13,1. NGC 467 је још познат и под ознакама UGC 848, MCG 0-4-79, CGCG 385-65, PGC 4736.